# Shah Jahan
Shah Jahan, född 5 januari 1592 i Lahore, död 22 januari 1666 på Röda fortet i Agra, var mogulrikets härskare från 1627 till 1658.

## Biografi
Vid fadern Djahangirs död 1627 befann sig Deccan i öppet uppror. Jahan erkändes som kejsare 1628 och lät döda flera släktingar som tävlade med honom om tronen.
Shah Jahan och hans son erövrade Kandahar 1638 från safaviderna, vilket ledde till en brytning av relationerna till den persiska härskaren Abbas II, som återerövrade staden 1649. Shah Jahan erövrade 1636 riket Ahmednagar i Deccan och tilltvang sig tribut av Bijapur och Golconda. Från 1637 skakades hans välde av våldsamma marathuppror. 
Jahan förde ett överdådigt hovliv, skildrat bl.a. av den franske juveleraren Jean-Baptiste Tavernier, och lät uppföra en mängd storslagna praktbyggnader, som exempelvis mausoleet Taj Mahal åt sin favorithustru Mumtaz Mahal, moskén Moti Masjid i Agra samt "stora moskén" (Jama Masjid) i Delhi. 
Han avsattes 1658 av sin son Aurangzeb, och tillbringade sina sista år som statsfånge på Röda fortet i Agra.
Han var far till kejsar Aurangzeb, kronprins Dara Shikoh, Jahanara Begum och Roshanara Begum.